# Amaranta Ruiz
Amaranta Ruiz (Ciudad de México, 31 de diciembre de 1969), es una actriz, comediante y conductora de televisión mexicana, conocida principalmente por haber participado en el programa cómico Puro loco.
Es hija del actor José Carlos Ruiz, también ha participado en varias telenovelas de TV Azteca y condujo el programa Ellas arriba entre 2015 y 2016.

## Filmografía

### Televisión
- La Cosa (1992-1994)... Varios personajes
- Puro loco (1995-2007)... Varios personajes
- Lo que callamos las mujeres (2000-2005)... Varios personajes
- Los Sánchez (2004-2006)... Susy
- Se busca un hombre (2007)... Blanca
- Cachito de mi corazón (2008)... Nadia
- Pasión morena (2009)... Viviana
- Entre el amor y el deseo (2010)... Gisela Sánchez Terrazas de Dumont
- La otra cara del alma (2012)... Nieves Cifuentes
- Siempre tuya Acapulco (2014)... Rufina Cárdenas
- Ellas arriba (2014-2015) ... Ella misma (presentadora)
- Un día cualquiera (2016) ... (Transgénero "historia 3", Suegras "historia 2")
- A las 9 (2017) ... Ella misma
- 3 familias (2017-2018)... Sheila Cruz
- Betty en NY (2019)... Sofía Peña
- Enemigo íntimo (2020)... Gladys Bernal "La Mariscala"[1]
- La suerte de Loli (2021) ... Guadalupe «Lupe»[2]
- La herencia (2022) ... Adela Cruz[3]
- Esta historia me suena (2022)[4]
- Mi secreto (2022) - Dalila Iceberg
- Gloria Trevi: ellas soy yo (2023) - Reportera[5]
- Vuelve a mí (2023) - Rosalía García[6]
- El niñero (2023) - Perla Salgado.

### Películas
- La lotería (1993)
- Pandilleras: chavas banda (1994).
- Mujer de la calle (1994)
- Mecánica mexicana (1994).
- La risa trabajando (1994)
- Los seis mandamientos de la risa (1995).
- La crisis me da Risa (1996)
- Carreras parejeras (2002).